# To je Wub, kapitáne!
To je Wub, kapitáne! je sbírka dvaceti pěti sci-fi povídek amerického spisovatele Philipa K. Dicka, které vznikly v letech 1947–1952 a vydány v letech 1952–1955. Jedná se o první díl pětidílného kompletního souboru autorových povídek The Collected Stories of Philip K. Dick (1987), který vyšel opět roku 1988 pod názvem Beyond Lies the Wub.

## Obsah sbírky
Sbírka obsahuje následující povídky:
- Stabilita (Stability), povídka vznikla již roku 1947, ale poprvé byla vydána až v tomto souboru.
- Vrrgové (1953, Roog),
- Malá vzpoura (1952, The Little Movement),
- To je Wub, kapitáne (1952, Beyond Lies the Wub), povídka o přístupu lidí k cizím živým formám.
- Dělo (1952, The Gun),
- Lebka (1952, The Skull), povídka je o policistovi, který je vyslán do minulosti aby zamezil vzniku povstání, které změní svět.
- Obránci (1953, The Defenders),
- Profesor Raketa (1953, Mr. Spaceship),
- Lesní šalmaj (1953, Piper in the Woods), česky též jako Pištec v branách lesa.
- Nekoneční (1953, The Infinities),
- Stroj zachování (1953, The Preserving Machine), česky též jako Záchranný stroj.
- Postradatelná položka (1953, Expendable),
- Proměnná (1953, The Variable Man),
- Žabák nezmar (1953, The Indefatigable Frog),
- Křišťálová krypta (1954, The Crystal Crypt),
- Krátký šťastný život hnědé polobotky (1964, The Short Happy Life of the Brown Oxford),
- Stavitel (1953, The Builder),
- Vetřelec (1954, Meddler), česky též jako Všetečka.
- Výplata (1953, Paycheck), Michael Jennings je najímán za patřičně velké honoráře na specializované tajné projekty, po jejichž dokončení je mu vymazána paměť, aby nemohl nic vyzradit. Nyní se však dozvídá, že ještě před vymazáním paměti se své výplaty vzdal a místo ní si nechal vydat několik zdánlivě bezcenných věcí. Brzy také zjistí, že mu jde o život.
- Velký P (1953, The Great C),
- Venku v zahradě (1953, Out in the Garden),
- Král elfů (1953, The King of the Elves), fantasy.
- Kolonie (1953, Colony),
- Ukořistěná loď (1954, Prize Ship),
- Chůva (1955, Nanny).

## Filmové adaptace
- Výplata (2003, Paycheck), americký film podle stejnojmenné povídky, režie John Woo, hrají Ben Affleck, Uma Thurman, Aaron Eckhart, Paul Giamatti, Joe Morton, Colm Feore, Michael C. Hall, Kathryn Morris a další.[2]

## Česká vydání
- To je Wub, kapitáne!, Laser, Plzeň 2002, přeložil Petr Holan a další.